# Nicola Testi
Nicola Testi (Castiglion Fiorentino, 29 april 1990) is een Italiaans wielrenner die in 2014 uitkwam voor Androni Giocattoli.

## Resultaten in voornaamste wedstrijden
| Jaar | Gent-Wevelgem | Ronde van Vlaanderen | Amstel Gold Race |
| ---- | ------------- | -------------------- | ---------------- |
| 2014 | 97e           | opgave               | opgave           |

## Ploegen
- 2014- Androni Giocattoli-Venezuela